# Lagnasco
Lagnasco es una comuna de la provincia de Cuneo, en la región italiana del Piamonte, ubicada a unos 50 km al sur de Turín y cerca de 30 km al norte de Cuneo.  Al 31 de diciembre de 2004, tenía una población de 1.308 y un área de 17,8 km².

## Demografía
| Gráfica de evolución demográfica de Lagnasco entre 1861 y 2001 |
|                                                                |
| Fuente ISTAT - elaboración gráfica de Wikipedia                |

## Ciudades hermanas
- Arequito, Santa Fe, Argentina[4]